# المخيريان (حريضة)
'

تعديل مصدري - تعديل

المخيريان هي إحدى قرى عزلة حريضة بمديرية حريضة التابعة لمحافظة حضرموت، بلغ تعداد سكانها 37 نسمة حسب تعداد اليمن لعام 2004.